# Віана (Іспанія)
Віана (ісп. Viana) — місто і муніципалітет в Іспанії, у складі автономної спільноти Наварра. Населення — 3812 осіб (2009).
Місто розташоване на відстані близько 260 км на північний схід від Мадрида, 70 км на південний захід від Памплони.
На території муніципалітету розташовані такі населені пункти: (дані про населення за 2009 рік)
- Рекахо: 0 осіб
- Віана: 3812 осіб

## Демографія
Динаміка населення (INE ):

## Галерея зображень

Розташування муніципалітету
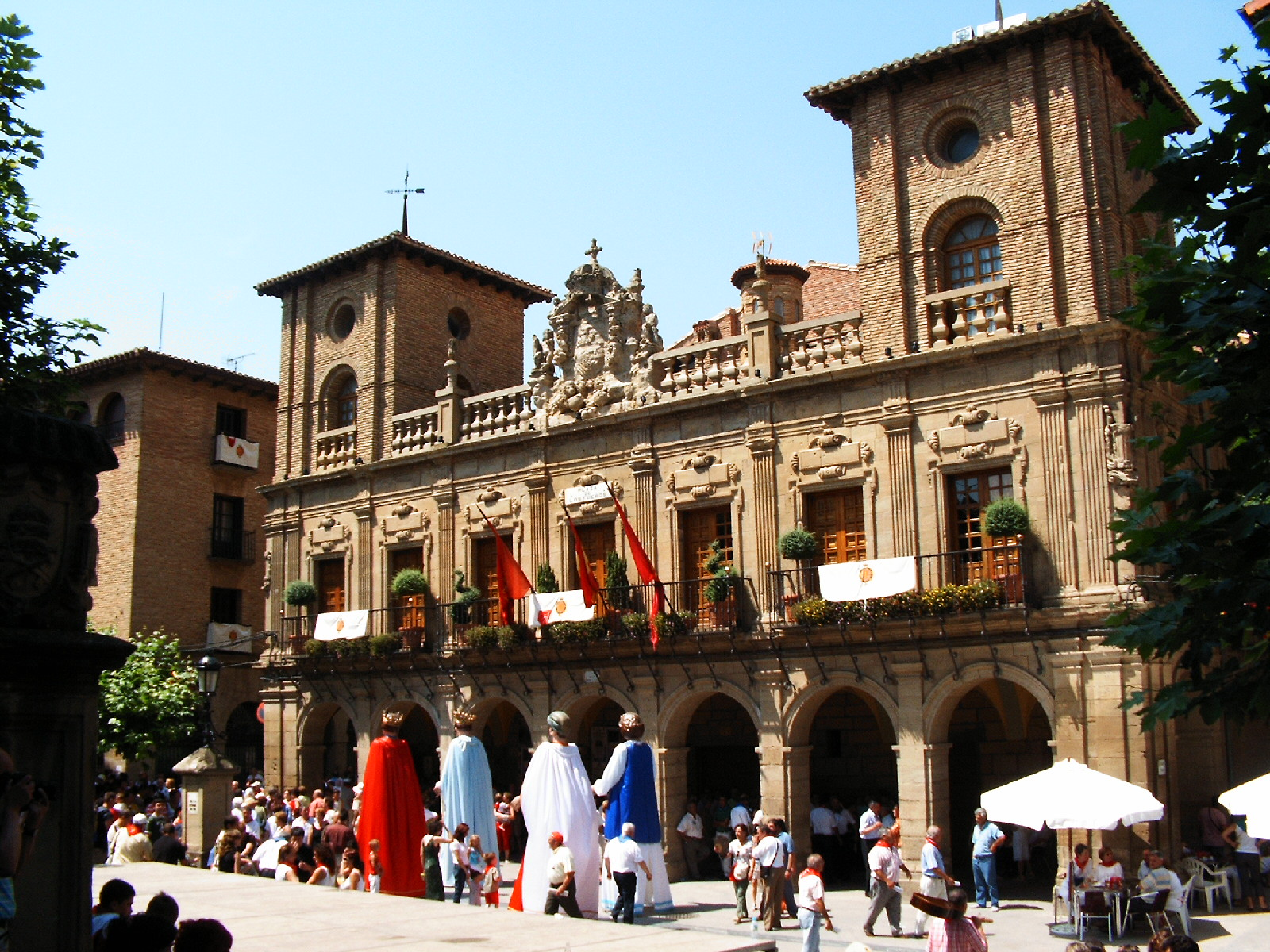
Муніципальна рада
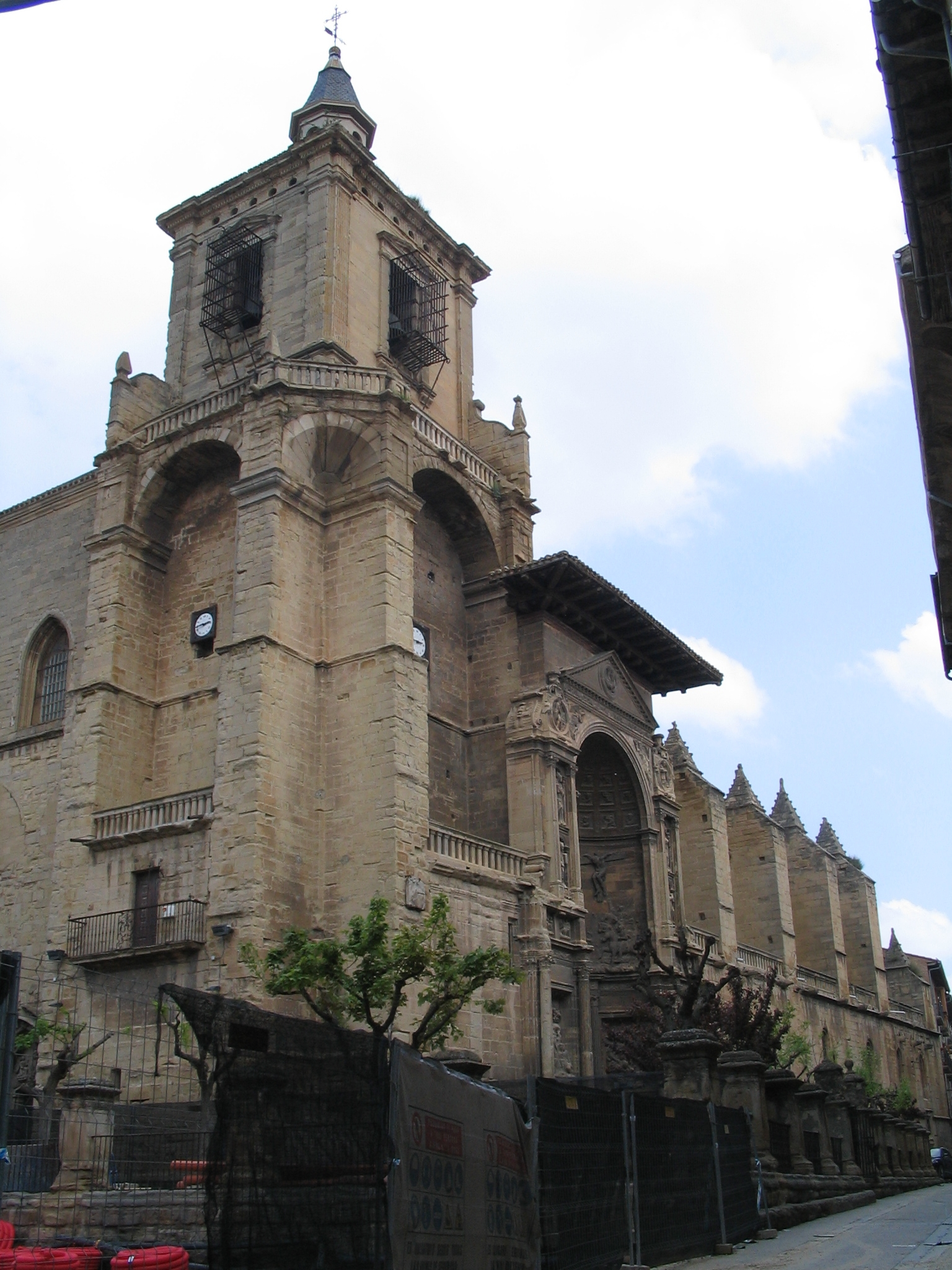
Церква Санта-Марія
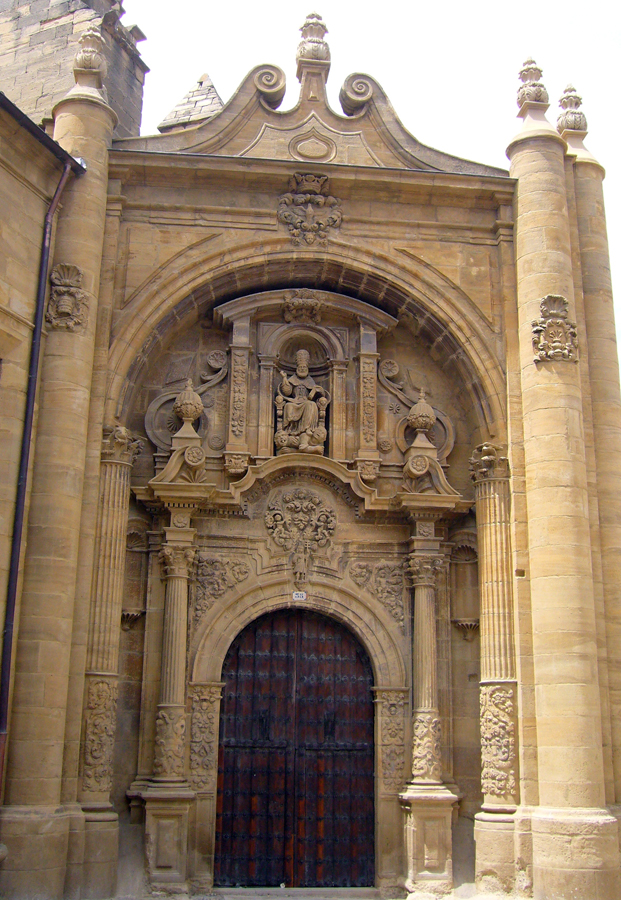
Церква Сан-Педро